# Aree metropolitane degli Stati Uniti d'America
Negli Stati Uniti l'Office of Management and Budget (OMB) ha prodotto una definizione  formale di area metropolitana. Quest'ultima è riferita alla  area statistica metropolitana (MSA) e all'area statistica combinata (CSA). Una versione precedente della MSA era la  standard metropolitan statistical area (SMSA).
Lo United States Census Bureau ha delineato 363 aree metropolitane e 123 aree statistiche combinate negli Stati Uniti d'America. Esistono inoltre 577 µSA, cioè aree statistiche con una popolazione compresa tra 10 000 e 50 000 abitanti.

## Definizioni
L'area statistica metropolitana è composta da una o più contee, ed è definita sulla base di un'area urbana centrale; vale a dire un'area contigua di relativa alta densità di popolazione. Le contee che contengono il centro urbanizzato sono note come "contee centrali" della  MSA. Possono essere aggiunte altre contee adiacenti nel caso esse abbiano dei forti legami sociali ed economici con la contea centrale. Negli Stati del New England, per la maggiore importanza delle città rispetto alle contee, le aree simili sono in genere basate sulle unità cittadine, note come "City and Town Areas" (NECTAs).
Una MSA è caratterizzata da una popolazione minima di 50 000 abitanti. Agglomerati più piccoli di più città, aventi una popolazione complessiva compresa tra i 10 000 e i 50 000 abitanti, possono essere raggruppati nelle cosiddette  aree statistiche micropolitane (Micropolitan Statistical Areas, μSA). MSA e μSA sono assieme chiamate (Core Based Statistical Areas, CBSAs).
Più unità MSA o μSA adiacenti possono essere unite a formare un'area statistica combinata. La principale differenza tra le CSA e le MSA è che mentre le seconde sono monocentriche, nel senso che si sviluppano intorno a un nucleo urbano centrale, le CSA sono in genere aree policentriche che condividono un certo grado di interdipendenza economica.
Le CSA possono avere una dimensione notevolmente maggiore delle MSA: un esempio è quello della città di Washington: L'area metropolitana della capitale degli Stati Uniti era, nel 2007, al nono posto tra le MSA statunitensi, con circa 5 milioni di abitanti. L'Area Statistica Combinata di cui fa parte, al contrario, comprendendo anche la vicina metropoli di Baltimora, oltre ad alcuni centri minori, ha una popolazione di 7 milioni di abitanti ed è il quarto agglomerato di questo tipo nel paese.
MSA e CSA non sono le uniche metodologie per stimare la popolazione di un'area. Vi sono molti dibattiti su quale sia il metodo migliore per questo calcolo. Bisogna fare molta attenzione nel paragonare i prospetti delle MSA con altri prospetti usati per la popolazione delle singole città o delle aree metropolitane al di fuori degli Stati Uniti perché potrebbero essere basati su differenti sistemi di confine e di definizione.
Le MSA non vanno mai oltre i confini degli USA. Questo sta a significare che le "reali" aree metropolitane di alcune città di confine, come Buffalo o Detroit, possono essere significativamente più popolose.
Dal giugno del 2003 esiste un'ulteriore classificazione, la Metropolitan Division. Questo termine è riferito a contee (o solamente a una singola città) molto vicine che hanno un forte legame generalmente in ambito lavorativo. La Metropolitan Division oltre a essere una suddivisione della MSA rappresenta anche una distinzione interna alla stessa per quanto riguarda economia e cultura.

## Principali aree statistiche metropolitane degli Stati Uniti
La tabella riporta le prime 25 Statistical Areas per numero di abitanti nel 2020, e il confronto con la popolazione stimata delle stesse nel 2022, secondo le stime dello United States Census Bureau
| Pos. | Nome comune                 | MSA                                      | Stato/i  | Censimento (2020) | Stimato (2022) | Crescita |
| ---- | --------------------------- | ---------------------------------------- | -------- | ----------------- | -------------- | -------- |
| 1    | Grande New York             | New York-Northern New Jersey-Long Island | NY-NJ-PA | 20 081 935        | 19 557 311     | -2.61%   |
| 2    | Grande Los Angeles          | Los Angeles-Long Beach-Anaheim           | CA       | 13 200 998        | 12 872 322     | -2.49%   |
| 3    | Chicagoland                 | Chicago-Naperville-Elgin                 | IL-IN-WI | 9 449 351         | 9 274 140      | -1.85%   |
| 4    | Dallas-Fort Worth Metroplex | Dallas-Fort Worth-Arlington              | TX       | 7 637 387         | 7 943 685      | +4.01%   |
| 5    | Grande Houston              | Houston-Pasadena-The Woodlands           | TX       | 7 149 642         | 7 368 466      | +3.06%   |
| 6    | National Capital Region     | Washington-Arlington-Alexandria          | DC-VA-MD | 6 278 542         | 6 265 183      | -0.21%   |
| 7    | Delaware Valley             | Philadelphia-Camden-Wilmington           | PA-NJ-DE | 6 245 051         | 6 241 164      | -0.06%   |
| 8    | Metro Atlanta               | Atlanta-Sandy Springs-Roswell            | GA       | 6 104 803         | 6 237 435      | +2.17%   |
| 9    | Miami Metro Area            | Miami-Fort Lauderdale-West Palm Beach    | FL       | 6 138 333         | 6 139 340      | +0.02%   |
| 10   | Valley of the Sun           | Phoenix-Mesa-Chandler                    | AZ       | 4 845 832         | 5 015 678      | +3.50%   |
| 11   | Grande Boston               | Boston-Cambridge-Newton                  | MA-NH    | 4 941 632         | 4 900 550      | -0.83%   |
| 12   | Inland Empire               | Riverside-San Bernardino-Ontario         | CA       | 4 599 839         | 4 667 558      | +1.47%   |
| 13   | San Francisco Bay Area      | San Francisco-Oakland-Fremont            | CA       | 4 749 008         | 4 579 599      | -3.57%   |
| 14   | Metro Detroit               | Detroit-Warren-Dearborn                  | MI       | 4 392 041         | 4 345 761      | -1.05%   |
| 15   | Seattle Metro               | Seattle-Tacoma-Bellevue                  | WA       | 4 018 762         | 4 034 248      | +0.39%   |
| 16   | Twin Cities                 | Minneapolis-St. Paul-Bloomington         | MN-WI    | 3 690 261         | 3 693 729      | +0.09%   |
| 17   | Tampa Bay                   | Tampa-St. Petersburg-Clearwater          | FL       | 3 175 275         | 3 693 729      | +3.64%   |
| 18   | San Diego Metro             | San Diego-Chula Vista-Carlsbad           | CA       | 3 298 634         | 3 276 208      | -0.68%   |
| 19   | Denver Metropolitan Area    | Denver-Aurora-Centennial                 | CO       | 2 963 821         | 2 985 871      | +0.74%   |
| 20   | Baltimore Metro             | Baltimore-Columbia-Towson                | MD       | 2 844 510         | 2 835 672      | -0.31%   |
| 21   | Grande Saint Louis          | St. Louis                                | MO-IL    | 2 820 253         | 2 801 319      | -0.67%   |
| 22   | Grande Orlando              | Orlando-Kissimmee-Sanford                | FL       | 2 673 376         | 2 764 182      | +3.40%   |
| 23   | Grande Charlotte            | Charlotte-Concord-Gastonia               | NC-SC    | 2 660 329         | 2 756 069      | +3.60%   |
| 24   | San Antonio Metro           | San Antonio-New Braunfels                | TX       | 2 558 143         | 2 655 342      | +3.80%   |
| 25   | Grande Portland             | Portland-Vancouver-Hillsboro             | OR-WA    | 2 512 859         | 2 509 489      | -0.13%   |

## Principali Aree Statistiche Combinate
Lista delle prime 25 Combined Statistical Areas
| Pos. | CSA                                        | Stato/i     | Pop. (2023) | Pop (2020) | Crescita |
| ---- | ------------------------------------------ | ----------- | ----------- | ---------- | -------- |
| 1    | New York-Newark                            | NY-NJ-CT-PA | 21 859 598  | 22 431 833 | -2,55%   |
| 2    | Los Angeles-Long Beach                     | CA          | 18 316 743  | 18 644 680 | -1,76%   |
| 3    | Washington-Baltimore-Arlington             | DC-MD-VA-WV | 10 069 592  | 10 028 331 | +0,41%   |
| 4    | Chicago-Naperville                         | IL-IN-WI    | 9 794 558   | 9 986 960  | -1,93%   |
| 5    | San Jose-San Francisco-Oakland             | CA          | 9 001 024   | 9 225 160  | -2,43%   |
| 6    | Dallas-Fort Worth                          | TX          | 8 654 750   | 8 157 895  | +6,09%   |
| 7    | Boston-Worcester-Providence                | MA-RI-NH    | 8 345 067   | 8 349 768  | -0,06%   |
| 8    | Houston-Pasadena                           | TX          | 7 706 626   | 7 339 672  | +5,00%   |
| 9    | Philadelphia-Reading-Camden                | PA-NJ-DE-MD | 7 390 919   | 7 379 700  | +0,15%   |
| 10   | Atlanta-Athens-Clarke County-Sandy Springs | GA-AL       | 7 221 137   | 6 976 171  | +3,51%   |
| 11   | Miami–Port St. Lucie–Fort Lauderdale       | FL          | 7 011 936   | 6 908 296  | +1,50%   |
| 12   | Detroit-Warren-Ann Arbor                   | MI          | 5 361 927   | 5 424 742  | -1,16%   |
| 13   | Phoenix-Mesa                               | AZ          | 5 124 113   | 4 899 104  | +4,59%   |
| 14   | Seattle-Tacoma                             | WA          | 4 993 725   | 4 953 421  | +0,81%   |
| 15   | Orlando-Lakeland-Deltona                   | FL          | 4 509 624   | 4 197 095  | +7,45%   |
| 16   | Minneapolis-St. Paul                       | MN-WI       | 4 104 786   | 4 078 788  | +0,64%   |
| 17   | Cleveland-Akron-Canton                     | OH          | 3 732 803   | 3 769 834  | -0,98%   |
| 18   | Denver-Aurora-Greeley                      | CO          | 3 691 404   | 3 623 560  | +1,87%   |
| 19   | Charlotte-Concord                          | NC-SC       | 3 387 115   | 3 232 206  | +4,79%   |
| 20   | Portland–Vancouver–Salem                   | OR-WA       | 3 286 669   | 3 280 736  | +0,18%   |
| 21   | St. Louis-St. Charles-Farmington           | MO-IL       | 2 900 730   | 2 924 904  | -0,83%   |
| 22   | Salt Lake City–Provo–Orem                  | UT-ID       | 2 805 734   | 2 705 693  | +3,70%   |
| 23   | San Antonio–New Braunfels–Kerrville        | TX          | 2 785 647   | 2 637 466  | +5,62%   |
| 24   | Pittsburgh–Weirton–Steubenville            | PA-OH-WV    | 2 727 866   | 2 767 801  | -1,44%   |
| 25   | Sacramento-Roseville                       | CA          | 2 706 315   | 2 680 831  | +0,95%   |

## Confronto tra città, MSA e CSA
Questa tabella permette di confrontare la popolazione relativa ai principali centri urbani, calcolata rispetto ai confini cittadini, alle Aree Statistiche Metropolitane e alle Aree Statistiche combinate. Sono inserite nella tabella le prime 25 voci per ogni indice considerato, più le voci corrispondenti negli altri indici, secondo i dati dello U.S.Census Bureau
| Città         | Pop. (2008) | ps | MSA                                      | Pop (2008) | Pos. | CSA                                    | Pop (2008) | Pos. |
| ------------- | ----------- | -- | ---------------------------------------- | ---------- | ---- | -------------------------------------- | ---------- | ---- |
| New York      | 8 363 710   | 1  | New York-Northern New Jersey-Long Island | 19 006 798 | 1    | New York-Newark-Bridgeport             | 21 961 994 | 1    |
| Los Angeles   | 3 833 995   | 2  | Los Angeles-Long Beach-Santa Ana         | 12 872 808 | 2    | Los Angeles-Long Beach-Riverside       | 17 755 322 | 2    |
| Chicago       | 2 853 114   | 3  | Chicago-Naperville-Joliet                | 9 569 624  | 3    | Chicago-Naperville-Michigan City       | 9 745 165  | 3    |
| Houston       | 2 242 193   | 4  | Houston-Sugar Land-Baytown               | 5 728 143  | 6    | Houston-Baytown-Huntsville             | 5 729 027  | 9    |
| Phoenix       | 1 567 924   | 5  | Phoenix-Mesa-Scottsdale                  | 4 281 899  | 12   | -                                      | -          | -    |
| Filadelfia    | 1 447 395   | 6  | Filadelfia-Camden-Wilmington             | 5 838 471  | 5    | Filadelfia-Camden-Vineland             | 6 385 461  | 8    |
| San Antonio   | 1 351 305   | 7  | San Antonio                              | 2 031 445  | 28   | -                                      | -          | -    |
| Dallas        | 1 279 910   | 8  | Dallas-Fort Worth-Arlington              | 6 300 006  | 4    | Dallas-Fort Worth                      | 6 498 410  | 7    |
| San Diego     | 1 279 329   | 9  | San Diego-Carlsbad-San Marcos            | 3 001 072  | 17   | -                                      | -          | -    |
| San Jose      | 948 279     | 10 | San Jose-Sunnyvale-Santa Clara           | 1 819 198  | 31   | San Jose-San Francisco-Oakland         | 7 264 887  | 6    |
| Detroit       | 912 062     | 11 | Detroit-Warren-Livonia                   | 4 425 110  | 11   | Detroit-Warren-Flint                   | 5 405 918  | 11   |
| San Francisco | 808 976     | 12 | San Francisco-Oakland-Fremont            | 4 274 531  | 13   | San Jose-San Francisco-Oakland         | 7 264 887  | 6    |
| Jacksonville  | 807 815     | 13 | Jacksonville                             | 1 345 596  | 40   | -                                      | -          | -    |
| Indianapolis  | 798 382     | 14 | Indianapolis-Carmel                      | 1 715 459  | 33   | Indianapolis-Anderson-Columbus         | 2 014 267  | 23   |
| Austin        | 757 688     | 15 | Austin-Round Rock                        | 1 652 602  | 36   | -                                      | -          | -    |
| Columbus      | 754 885     | 16 | Columbus                                 | 1 773 120  | 32   | Columbus-Marion-Chillicothe            | 1 982 252  | 24   |
| Fort Worth    | 703 073     | 17 | Dallas-Fort Worth-Arlington              | 6 300 006  | 4    | Dallas-Fort Worth                      | 6 498 410  | 7    |
| Charlotte     | 687 456     | 18 | Charlotte-Gastonia-Concord               | 1 701 799  | 34   | Charlotte-Gastonia-Salisbury           | 2 277 074  | 20   |
| Memphis       | 669 651     | 19 | Memphis-Forrest City                     | 1 341 690  | 41   | -                                      | -          | -    |
| Baltimora     | 636 919     | 20 | Baltimore-Towson                         | 2 667 117  | 20   | Washington-Baltimore-Northern Virginia | 8 241 912  | 4    |
| El Paso       | 613 190     | 21 | El Paso                                  | 734 660    | 68   | -                                      | -          | -    |
| Boston        | 609 023     | 22 | Boston-Cambridge-Quincy                  | 4 522 858  | 10   | Boston-Worcester-Manchester            | 7 476 689  | 5    |
| Milwaukee     | 604 477     | 23 | Milwaukee-Waukesha-West Allis            | 1 549 308  | 39   | Milwaukee-Racine-Waukesha              | 1 739 497  | 26   |
| Denver        | 598 707     | 24 | Denver-Aurora-Lakewood                   | 2 645 209  | 21   | Denver-Aurora-Boulder                  | 2 998 878  | 14   |
| Seattle       | 598 541     | 25 | Seattle-Tacoma-Bellevue                  | 3 344 813  | 15   | Seattle-Tacoma-Olympia                 | 4 038 741  | 12   |
| Washington    | 591 833     | 27 | Washington-Arlington-Alexandria          | 5 358 130  | 9    | Washington-Baltimore-Northern Virginia | 8 241 912  | 4    |
| Las Vegas     | 558 383     | 28 | Las Vegas-Paradise                       | 1 865 746  | 30   | Las Vegas-Paradise-Pahrump             | 1 880 449  | 25   |
| Portland      | 557 706     | 29 | Portland-Vancouver-Beaverton             | 2 207 462  | 23   | -                                      | -          | -    |
| Atlanta       | 537 958     | 33 | Atlanta-Sandy Springs-Marietta           | 5 376 285  | 8    | Atlanta-Sandy Springs-Gainesville      | 5 626 400  | 10   |
| Sacramento    | 463 794     | 36 | Sacramento-Arden-Arcade-Roseville        | 2 109 832  | 25   | Sacramento-Arden-Arcade-Yuba City      | 2 397 691  | 19   |
| Kansas City   | 451 572     | 39 | Kansas City                              | 2 002 047  | 29   | Kansas City-Overland Park-Kansas City  | 2 053 928  | 22   |
| Cleveland     | 433 748     | 41 | Cleveland-Elyria-Mentor                  | 2 088 291  | 26   | Cleveland-Akron-Elyria                 | 2 896 968  | 15   |
| Miami         | 413 201     | 43 | Miami-Fort Lauderdale-Pompano Beach      | 5 414 772  | 7    | -                                      | -          | -    |
| Minneapolis   | 382 605     | 47 | Minneapolis-St. Paul-Bloomington         | 3 229 878  | 16   | Minneapolis-St. Paul-St. Cloud         | 3 538 781  | 13   |
| St. Louis     | 354 361     | 52 | St. Louis                                | 2 816 710  | 18   | St. Louis-St. Charles-Farmington       | 2 866 517  | 16   |
| Tampa         | 340 882     | 53 | Tampa-St. Petersburg-Clearwater          | 2 733 761  | 19   | -                                      | -          | -    |
| Cincinnati    | 333 336     | 56 | Cincinnati-Middletown                    | 2 155 137  | 24   | Cincinnati-Middletown-Wilmington       | 2 176 749  | 21   |
| Pittsburgh    | 310 037     | 60 | Pittsburgh                               | 2 351 192  | 22   | Pittsburgh-New Castle                  | 2 446 703  | 18   |
| Riverside     | 295 357     | 61 | Riverside-San Bernardino-Ontario         | 4 115 871  | 14   | Los Angeles-Long Beach-Riverside       | 17 755 322 | 2    |
| Orlando       | 230 519     | 82 | Orlando-Kissimmee                        | 2 054 574  | 27   | Orlando-Deltona-Daytona Beach          | 2 693 552  | 17   |